# Potylicz (gmina)
Potylicz – dawna gmina wiejska istniejąca w latach 1934–1944 w woj. lwowskim (dzisiejszy obwód lwowski/woj. podkarpackie). Siedzibą gminy był Potylicz; obecnie wieś na Ukrainie.
Gmina zbiorowa Potylicz została utworzona 1 sierpnia 1934 roku w powiecie rawskim w woj. lwowskim z dotychczasowych jednostkowych gmin wiejskich: Dziewięcierz, Einsingen, Huta Obedyńska, Huta Zielona, Olszanka, Potylicz, Ulicko Seredkiewicz i Ulicko Zarębane. 
W latach 1939–1941 pod okupacją ZSRR. W 1941 roku weszła w skład powiatu rawskiego (Kreishauptmannschaft Rawa Ruska), należącego do dystryktu Galicja w Generalnym Gubernatorstwie. Do gminy Potylicz dołączono wówczas gromady Prusie i Werchrata ze zniesionej gminy Siedliska. Zniesiono też gromady Einsingen Olszanka (włączono do Dziewięcierza), Huta Zielona (włączono do Potylicz) i Ulicko Zarębane (włączono do Ulicka Seredkiewicza). Tak więc liczba gromad (Dorfgemeinden) w 1943 roku wynosiła 6: Dziewięcierz (2266 mieszkańców), Huta Obedyńska (567), Potylicz (3461), Prusie (580), Ulicko Seredkiewicz (1954) i Werchrata (3344).
Po wojnie obszar gminy Potylicz znalazł się głównie w ZSRR oprócz części Dziewięcierza, który przypadł Polsce wchodząc przejściowo w skład powiatu tomaszowskiego w woj. lubelskim, a następnie w skład gminy Horyniec w powiecie lubaczowskim w nowo utworzonym woj. rzeszowskim.